# Pachichu
Patricio Cifuentes Tarracina, dit Pachichu (né le 1er novembre 1926 et mort le 26 novembre 1989), est un joueur de football espagnol.
Il évolue comme attaquant.

## Carrière
Il joue essentiellement à « Plus Ultra », le club réserve du Real Madrid Club de Fútbol, aujourd'hui connu comme Real Madrid Castilla. Il dispute un match de championnat avec le Real Madrid pendant la saison 1950-1951.
Il meurt le 26 novembre 1989 à l'âge de 63 ans.